# 富士山をめぐる日本人の心性
富士山をめぐる日本人の心性（ふじさんをめぐるにほんじんのしんしょう）とは、文部科学省が実施した私立大学学術研究高度化推進事業で学術フロンティア推進事業の拠点に選定された法政大学のプロジェクト研究。成果は、『富士山と日本人の心性』（岩田書院　平成19年）にて発表。